# Pápadereske, Veszprém
Pápadereske  este un sat în districtul Pápa, județul Veszprém, Ungaria, având o populație de 283 de locuitori (2011). 

## Demografie
Componența etnică a satului Pápadereske
     Maghiari (94,12%)
     Români (5,88%)
Componența confesională a satului Pápadereske
     Romano-catolici (34,28%)
     Reformați (20,49%)
     Luterani (7,42%)
     Fără religie (2,47%)
     Necunoscută (35,34%)
Conform recensământului din 2011, satul Pápadereske avea 283 de locuitori. Din punct de vedere etnic, majoritatea locuitorilor (94,12%) erau maghiari, cu o minoritate de români (5,88%). Nu există o religie majoritară, locuitorii fiind romano-catolici (34,28%), reformați (20,49%), luterani (7,42%) și persoane fără religie (2,47%). Pentru 35,34% din locuitori nu este cunoscută apartenența confesională.